# Афанасьев, Афанасий Афанасьевич
Не следует путать его с крепостным гравёром Афанасием Афанасьевым.
Афанасий Афанасьевич Афанасьев (1758—1800) — российский гравёр на меди.

## Биография
Афанасий Афанасьев родился 16 февраля 1758 года. Принятый 27 апреля 1764 года в училище при Императорской Академии художеств, он учился гравированию сначала у Бенуа-Луи Анрикеси, а затем под руководством Степана Фадеевича Иванова. 
Первой самостоятельной работой А. А. Афанасьева был эстамп с картины Греза «Девочка с куклой» (1774 год). 
Получив же 28 сентября 1775 года серебряную медаль за рисунок с натуры, он гравировал затем с редчайшей гравюры Леонтия Тарасевича 1685 года портрет царевны Софьи Алексеевны в царском одеянии и венце со скипетром и державой в руках (1777 год). 
В виде программы на золотую медаль Афанасьев награвировал с пастели Жана-Батиста Греза «Женщину» и с картины — «Сидящего старика» (1778). 
Выпущенный из ИАХ в 1779 году, А. Афанасьев одно время служил копиистом в III-ей сенатской экспедиции для свидетельства счетов (1783—1784 гг.) и придворным лакеем (1786—1791 гг.).
Афанасий Афанасьевич Афанасьев умер около 1800 года (по другим данным умер в 1840-х гг.).